# York-Nord (circonscription provinciale)
Pour les articles homonymes, voir York.
Circonscription électorale provinciale du Canada
York-Nord est une ancienne circonscription électorale provinciale du Nouveau-Brunswick créée en 1973.
Elle est dissoute en 2014 au sein des circonscriptions de Carleton-York et Fredericton-York.

## Liste des députés
| York-Nord | York-Nord      | York-Nord                 | York-Nord   | York-Nord | York-Nord |
| Nom       | Nom            | Parti                     | Mandat      |           |           |
| --------- | -------------- | ------------------------- | ----------- | --------- | --------- |
|           | David Bishop   | Progressiste-conservateur | 1974 - 1978 |           |           |
|           | David Bishop   | Progressiste-conservateur | 1978 - 1982 |           |           |
|           | David Bishop   | Progressiste-conservateur | 1982 - 1987 |           |           |
|           | Robert Simpson | Libéral                   | 1987 - 1991 |           |           |
|           | Greg Hargrove  | COR                       | 1991 - 1995 |           |           |
| Mactaquac |                |                           |             |           |           |
| Nom       | Nom            | Parti                     | Mandat      |           |           |
|           | David Olmstead | Libéral                   | 1995 - 1999 |           |           |
|           | Kirk MacDonald | Progressiste-conservateur | 1999 - 2003 |           |           |
|           | Kirk MacDonald | Progressiste-conservateur | 2003 - 2006 |           |           |
| York-Nord |                |                           |             |           |           |
| Nom       | Nom            | Parti                     | Mandat      |           |           |
|           | Kirk MacDonald | Progressiste-conservateur | 2006 - 2010 |           |           |
|           | Kirk MacDonald | Progressiste-conservateur | 2010 - 2014 |           |           |